# 久保田秀敏 (重量挙げ選手)
久保田 秀敏（くぼた ひでとし、1974年 - ）は、日本のウェイトリフティング選手。

## 概要
2000年代の日本で、スポーツ推薦のない国立大学出身者としては国民体育大会の正式種目であるウエイトリフティング競技において最多出場しているウエイトリフティング選手である（計7度出場）。2009年から2011年にかけてはマスターズのM35区分において69KG級の日本記録を保持していた。
さらに国際大会においても、京都大学出身者かつ京都大学を含む旧帝国大学出身者としては史上初めての世界マスターズウエイトリフティング選手権の銀・銅メダリストであり、ワールドカップマスターズウエイトリフティング選手権の金・銀メダリストでもある。4年に1度開催されるワールドマスターズゲームズでも銀メダルを獲得している。
また、アマチュアの作家として、ナウル共和国でのウエイトリフターたちとの交流を描いた『鉄挙げはナウル共和国で』の著作がある（「くぼたひでとし」名義）。同書の中には、2007年から2011年にかけてナウル共和国の大統領を務めたマーカス・スティーブンも登場する。作品中では、当時マーカス・スティーブンはまだ現役のウエイトリフティング選手（アトランタオリンピックおよびシドニーオリンピックのナウル共和国代表選手）であり、共に練習したり会話をする光景も描かれている。
大学在学中には、京都府が記念事業として実施した地方自治に関する論文公募において、当人が憲法学をベースに作成した学術論文が選考され当時の京都府知事から表彰を受けたことが報道されている。
大阪府出身。京都大学法学部卒業。神奈川県横浜市神奈川区新子安在住。

## 略歴
高校在学中にウエイトトレーニングを始めている。大学に現役で入学後、ウエイトリフティング部に所属し競技としてウエイトリフティングを始めた。大学在学中は、西日本新人戦で2位、関西学生選手権で6位などの戦績を残している。大学卒業後は神奈川県ウエイトリフティング協会の登録選手として活動している。本業はスポーツ・健康関係ではなく、ウエイトリフティング競技は当選手にとってあくまで余暇としての活動であるにもかかわらず、国内外で戦績を残している点が特徴である。

## 主な戦績
- 2001年 全日本実業団ウエイトリフティング選手権 62kg級3位
- 2003年 全日本社会人ウエイトリフティング選手権 62kg級8位
- 2007年 関東ウエイトリフティング選手権 62kg級3位
- 2013年 全日本社会人ウエイトリフティング選手権 69kg級9位

- 2009年 全日本マスターズウエイトリフティング選手権 69kg級優勝
- 2010年 全日本マスターズウエイトリフティング選手権 69kg級優勝
- 2011年 全日本マスターズウエイトリフティング選手権 69kg級優勝
- 2013年 全日本マスターズウエイトリフティング選手権 69kg級優勝
- 2017年 全日本マスターズウエイトリフティング選手権 77kg級優勝

- 2010年 世界マスターズウエイトリフティング選手権（ポーランド）69kg級 4位
- 2011年 世界マスターズウエイトリフティング選手権（キプロス）69kg級 3位
- 2012年 世界マスターズウエイトリフティング選手権（ウクライナ）69kg級 4位
- 2013年 ワールドマスターズゲームズウエイトリフティング選手権（イタリア）69kg級 6位
- 2015年 世界マスターズウエイトリフティング選手権（フィンランド）69kg級 2位
- 2016年 ワールドカップマスターズウエイトリフティング選手権（日本）69kg級 2位
- 2016年 世界マスターズウエイトリフティング選手権（ドイツ）69kg級 3位
- 2017年 ワールドマスターズゲームズウエイトリフティング選手権（ニュージーランド）69kg級 2位
- 2017年 ワールドカップマスターズウエイトリフティング選手権（オーストラリア）77kg級 優勝